# Канон Светог писма
Свето писмо - Библија, је опште име за свете списе хришћанске цркве. Реч Библија настала је од грчке речи „библиа” што значи „књиге”, односно „библион” што значи „свитак, односно мала књига, књижица” (Лука 4,17). Ова реч, опет, настала је од друге грчке речи која је означавала род биљке папирус, који је употребљаван за писање.
Свето писмо се састоји од Старога и Новога завета. У Старом завету има педесет и једна књига, а двадесет и седам у Новом завету, тако да укупно има седамдесет и осам књига. Стари завет је у оригиналу на арамејском и јеврејском, а Нови завет на грчком језику.
Реч „канон” је грчка реч пореклом из хебрејског ("кане") и асирског језика ("кану"), која је значила одређену меру. Грчки и латински црквени оци су под каноном прво подразумевали библијски закон у општем смислу речи, затим начела вере, црквену доктрину, списак или листу, садржај књиге, хронолошку табелу и слично. Међутим, у смислу у којем се употребљава данас, први пут је ова реч употребљена у тексту “Декрети Никејског сабора” за који се верује да га је написао Атанасије око 352. године, јер је он, као секретар епископа Александра, писао све одлуке и црквене декрете. Атанасије је касније и сам постао епископ и знатно је утицао на одређивање канона Светога писма. Многи каснији сабори преузели су овај израз, па тако настаје и јус каноникум (иус цаноницум) - канонско право, односно црквено право.
Канон је списак и редослед Светих писама Старога и Новога завета.

## Назив
Реч канон долази од хебрејске речи ”кане” која значи ”трска”. Касније, ова реч у хебрејском речнику је значила ”мера” (јер се трском мерила дужина) и онда у преносном смислу ”правило, правилник, норма”. Касније је у грчком облику „канон” ушла у све европске језике.

## Канон Старога завета
Најраније одређење књига Старога завета као “светих књига” или “светих списа” дао је римски историчар и војник јеврејског порекла Јосиф Флавије, око 100. године по Христу. За њега је основна одлика ове литературе била садржана у томе што су ти списи били божанска објава несумњивог ауторитета, који су настали у доба пророка и стога су били под божанским надахнућем. Флавије је изјавио како је у Светим писмима објављена целокупна историја света све до цара Артаксеркса Првог.
Сакупљање списа Старог завета је почело још за време Вавилонског изгнанства а посебно по повратку изгнаних у Палестину (536. п. н. е.) Верује се да је то делимично учинио пророк Јездра, а да је остатак списа сакупио пророк Немија. У девтероканонском тексту Другој Макавејцима 2,14 каже се: “... у списима и успоменама Немијиним, и још како је он, састављајући књижницу, сакупио књиге о краљевима, о пророцима и о Давиду, а тако и даровнице краљева.” У талмудској расправи “Баба Батра”, која је настала нешто пре 200. по Христу, наводи се листа књига јеврејског канона, али која се разликује од садржаја Септуагинте (LXX). У овој расправи се каже да је Немија био последњи библијски писац, и да је са сарадницима (а то је могао да буде Јездра), сакупљао списе за књижницу.
У новозаветно време, у Матеју 23, 35 говори се следеће: “... од крви Авеља праведнога до крви Зарије...” тако да се може рећи да је ту реч о временском периоду од постанка књиге (Прве Мојсијеве) до Књиге пророка Малахије.
Деведесете године по Христовом рођењу, у месту Јамниа, је формирана Јеврејска патријаршија која је почела да, између осталог и да ради на утврђивању канона Јеврејских списа, који је затим формиран више векова. Током другог века наше ере, поново је дошло до расправа у јеврејским круговима око разјашњења појединих места у Јестири, Рути и Песми над песмама (дакле, поново није било спора око ауторства и канона).
Одређивање канона Старога завета отежано је још једном чињеницом: Јевреји су после преписивања уништавали старе рукописе.
Око 500. године по Христу настао је рукопис-препис познат као Масоретски текст. Међутим, оригиналан текст никада није пронађен. Сва истраживања и тумачења рађена су на основу његовог преписа из IX века, који је био најстарији познати. Масоретски текст садржи Петокњижје, историјске и пророчке књиге Старога завета.
У Новом завету се текстови из Старог завета по правили цитирају из Септуагинте (преко 100 пута), а веома ретко из Масоретског текста (6 пута).

### Кумрански рукописи
Кумрански рукописи су пронађени 1947. године у пећинама поред Мртвога мора. До 1956. године, у једанаест пећина пронађени су повећи делови свих старозаветних књига (на пример: пет примерака Прве Мојсијеве, петнаест примерака Пете Мојсијеве, тридесет примерака Псалама, итд.), осим Књиге о Јестири и дела књиге пророка Јеремије (од 18-52 поглавља), доста апокрифних текстова и друге литературе. У Кумрану је пронађено око 380 текстова од којих је 100 било библијских. Свици су били од папируса и коже (углавном) умотани у ланену тканину и затим смештени у глинене ћупове. Претпоставља се да су настали у периоду од 163. п. н. е. до 233. године после Христа. Ови текстови су углавном на јеврејском језику, а мањи број је на арамејском. На основу рукописних коментара који су нађени на свицима Исаије, Псалама и Поновљених закона (Пете Мојсијеве), може се говорити о великом поштовању које је исказивано за старозаветне књиге (свитке). У многим рукописима су нађени стихови који више одговарају Септуагинти, него Масоретском тексту. Мада се ради о малим разликама, оне потврђују мишљење стручњака да Септуагинта представља посебну (али аутентичну) традицију јеврејског текста, различиту од оне из које је касније настао Масоретски текст.

### Рана црква
Рана црква је од почетка користила Септуагинту, која је садржавала текстове такозваног „ширег канона“ који су у време настанка Септуагинте користили Јевреји у Александрији. Тај канон се разликује од тзв. „ужег“ или палестинског канона, на основу којег је у периоду до 3. века после Христа настао рабински Јеврејски канон. Овај канон укључује и књиге које Католички и Православни хришћани називају девтероканонским. Римокатоличка црква је у 15. веку на Тридентинском сабору утврдила и саборском одлуком канон Светих списа који је за Стари завет садржавао листу књига која је постојала у Септуагинти, односно новонастали јеврејски канон и девтероканонске књиге. Званична (канонска) верзије Старог завета у Православној цркви је Септуагинта. Протестантске цркве признају палестински канон.

### Православне цркве
Православне цркве су раније свој канон Старога завета саображавале у складу са проширењима и набрајањима црквених отаца Атанасија Александријског (који признаје као канонску књигу Варухову), Григорија Богослова, Кирила Јерусалимског и других, што је касније преузео св. Сава и објавио у свом Законоправилу. Међутим, за разлику од тога, данас међу теолозима у Српској православној цркви постоје две струје: са једне стране су они који сматрају да је прави канон Старога завета такозвани палестински - ужи канон (какав имамо објављен у преводима Ђуре Даничића и др Луја Бакотића); док други, теолози млађе генерације, сматрају да треба прихватити такозвани александријски - шири канон. Овај шири канон обухвата све књиге ужег канона и апокрифне књиге, које су у канон ушле на основу разматрања многих црквених отаца: Василија Великог, Кирила Александријског, Јефрема Сирца, Јована Златоустог итд.
Митрополит црногорско-приморски Амфилохије Радовић наводи следеће књиге као канонске, мада деутероканонске: Прву Јездрину, три Макавејске, Товија, Јудиту, додатке Данилу (Сузана, Молитва Азаријина, Химна три младића, Вил и Дракон), додатке Јестири, Варухову књигу, Посланицу Јеремијину, Премудрост Исуса сина Сирахова и Премудрост Соломонову. У уводу свом преводу Премудрости Соломонове он каже да се ова књиге употребљавају у старом, словенском, преводу Старога завета у СПЦ.
Очигледно је да око питања канона Старога завета, као и око тога које књиге спадају у деутероканонске, а које су апокрифне, међу православним теолозима још увек нема сагласности чак ни у оквиру једне цркве, СПЦ.

### Апокрифне књиге
Апокрифне књиге (на пр. Књиге премудрости Исуса сина Сирахова, Јудиту, Товита, три књиге Макавејске, делове Данила 3, 24-90; 13. и 14. поглавље и делове Јестире 10, 4 - 16, 24 итд.) православни теолози сматрају вредним књигама које се користе за поуку онима који ступају у цркву, па тако оне за њих нису апокрифне, већ само деутероканонске, односно неки их називају и другоканонским. Ови теолози апокрифним књигама сматрају само оне које су лажне, тј. које су писали људи лажно их датирајући у друго доба, како би варали људе.
"По томе знајте љубазни, да док су једне књиге унесене у канон, а друге одређене за читање, о апокрифнима се нигде не спомиње: него то је измишљотина јеретика, који их пишу, када хоће, одређујући им и додајући им вријеме, да их прикажу да су старе, само да тиме имају згоду завести просте."
Како ипак не постоји јасан канон међу православним црквама, оне су на конференцији одржаној 1961. године на Родосу одлучиле да се сазове Велики свесабор на којем би требало да се разматра ауторитет другоканонских (неканонских) књига које се читају у православним црквама. Од овог Сабора се очекује да коначно одреди канон Старога завета за православне цркве.
Међутим, без обзира на будуће одлуке, поједини професори на Богословском факултету СПЦ већ данас научавају студенте да у канон Старога завета спадају и: Друга Јездрина, Књига о Товиту, Књига о Јудити, Књига премудрости Соломонове, Књига премудрости Исуса сина Сирахова, Посланица Јеремијина, Књига пророка Варуха, Прва, друга и трећа Макавејска и Трећа књига Јездрина, што представља проширење и ширег, александријског канона (који прихвата римокатоличка црква).
Са друге стране, поједини професори прихватају тзв. ужи канон Старога завета, па Радомир Ракић, доцент на поменутом факултету, у својој књизи: "Библијски речник" каже да канон Старога завета садржи пет књига Закона, 21 књигу Пророка и 13 књига Списа, укупно 39, што одговара ужем канону. Он као деутероканонске и апокрифне књиге наводи следеће: Прву и Другу Јездрину, Товита, Јудиту, додатке Јестири, Премудрост Соломонову и Исуса сина Сирахова, Варуха, Јеремијину посланицу, додатке Данилу, Молитву Манасијину, и Прву и Другу Макавеја.

## Канон Новога завета
Канон Новога завета је настао у неколико фаза. Нема поузданих података о томе када су новозаветна Исусова учења почела да се читају на богослужењима, са истим значајем који су имале књиге Старога завета, али се са сигурношћу може претпоставити да је то било пре 180. године по Христу.
Према записима Јустина Мученика (100—165) може се утврдити да су на богослужењима недељом читана такозвана “сећања апостола” која су названа еванђељима. Овај значај који је дат сведочењима апостола прва је фаза формирања канона. Апостолска служба била је одређена у Делима апостолским 1, 21-22, и то је био кључ. Апостоли су морали да буду истински сведоци, како би могли да посведоче о Исусовој науци, животу, смрти и васкрсењу. Рана црква је била веома строга када су у питању била читања посланица и писама које су црквама бивале упућене у првом и другом веку. Може се рећи да су, крајем другог века после Христа, у новозаветном канону биле следеће књиге: четири еванђеља, Павлове посланице, Прва Петрова, Прва Јованова и Дела апостолска, као и Откривење.
У трећем веку, Климент и Тертулијан признају и посланице Јеврејима и Јуди. Ова оштрина у одређивању новозаветног канона била је потребна јер су се већ тада појавила јеретичка схватања о томе шта су библијске књиге, а поједине цркве су, као на пример у Египту, користиле неканонизоване списе као канонске. Појавила су се нова “еванђеља” и нова тумачења. Међутим, основ за канонизацију била је аутентичност апостолске доктрине у њима. У овом периоду није постојала никаква званична институција или организација која би извршила систематизацију новозаветних књига, па је и то био један од разлога што су се појавили јеретици који су нудили своја “света писма”.
У трећем и четвртом веку долази до формирања Новога завета у облику који и данас има. Велику улогу су ту учиниле тзв. источне цркве које су Нови завет прихватиле као Света писма. До средине четвртога века, више није било никакве сумње у аутентичност новозаветних текстова, осим у Откривење, које није било на списку књига Новога завета на Сабору у Лаодикеји 367. године.
Александријски епископ Атанасије је 367. године у својој 39-тој Васкршњој посланици верницима објавио да је канон Новога и Старога завета одређен и да се не може мењати. У Египту је било великих проблема са локалним црквама које нису читале и тумачиле само изворне текстове, тако да је Атанасије био принуђен да напише садржај - канон Новога завета. Те исте године, ову Атанасијеву препоруку - посланицу црквама усваја и црквени Сабор у Лаодикеји. Римска црква такође усваја овај, Атанасијев, канон на свом Концилу 382. године под папом Дамаскусом. До Сабора у Картагини 397. године све књиге Старога и Новога завета су канонизоване, укључујући и Откривење. Одлуке овог Сабора су потврђене на следећем Сабору у Картагини 419. године. Међутим, сматра се да је канон Новога завета коначно прихваћен и усвојен од стране свих цркава тек на другом трулонском (Љуинисехтине) Сабору у Цариграду 692. године, али и тамо су усвојена два канона Новога завета: један са Откривењем а други без Откривења Јовановог. Тек се у списима грчких цркава у десетом веку може пронаћи Откривење као део Новога завета.
Мартин Лутер (1483—1546) је каноничност новозаветних књига одређивао на основу тога што су књиге:
“... новога завета каноничне утолико више што објављују сведочанство о Божјем историјском чину спасења тако да оно може даље да буде објављивано. Ми можемо да препознамо шта истинито стоји у канону само на основу апостолског сведочења, а одређивање путем егзегезе нам може помоћи да видимо колика је подударност текстова или делова текстова са основним Христовим објавама.”
Принципи каноничности Новога завета могу се набројати у четири тачке. Од књига се тражи да имају:
1. апостолство,
2. духовни садржај,
3. универзалност, и
4. надахнутост.

## Библијски критицизам
Последњих сто педесет година у свету се појавио покрет који се назива “библијски критицизам”. Овај покрет покушава да изврши ревизију канона Светога писма наводећи и тражећи безброј разлога, позивајући се на науку и њене методе и сл. Њихов циљ је да (барем у првом тренутку) утврде како поједине књиге Светога писма немају исти значај као све остале. Оне би, по њиховом тумачењу, требало да остану у канону, али да се не сматрају истовредним са осталим књигама у канону. У разматрању ових тврдњи добро је прихватити принцип који важи међу ученим верницима-научницима: иако се за све Павлове посланице не може сасвим доказати да су баш Павлове, оно што је битно јесте да поседују божански ауторитет и библијску изворност. Њихов канонитет је питање од секундарног значаја. Библија се не може разматрати по основу нечијег мишљења, односно става. Хришћанско уверење, које траје толико векова, не може се тако једноставно одбацити, уклонити у страну. Канон Светога писма је, како је Калвин тврдио, потврђен и кроз сведочење Светога Духа хришћанима појединачно, као и укупно, хришћанској заједници.

## Ауторство Библије
Свето писмо је богонадахнуто (Друга Тимотију 3, 16). Оно неспасенима говори о потреби просветљења (Прва Коринћанима 2, 14 и Друга Коринћанима 4, 4), и о убеђивачкој улози Светога Духа (Јован 16, 7-11). Исто тако, Свето писмо говори о потреби да се и хришћани просветљавају (Прва Коринћанима 2, 10-12) као и о учитељској улози Светога Духа за верне (Јован 16, 13-15).
Еванђеоски хришћани верују да је Свети Дух инспирисао (надахнуо) записиваче библијских књига. У периоду од хиљаду и по година, у ком је Свето писмо настало, било је више од четрдесет записивача. Они су били различитог друштвеног и националног порекла, било је ту пастира и царева, рибара и бивших фарисеја, пророка и лекара. Записивачи су били различитог образовног нивоа, традиције и културе. Међутим, и поред свега тога, Свето писмо је чудесно јер са истом лакоћом и ауторитетом говори о знаном и незнаном, о успесима и падовима, о прошлости и будућности. Свето писмо нам открива Божији план да се сви људи спасу. То је једна целовита књига која се ни у једном свом делу не супротставља ономе што је речено у другом. Људи који су је записивали били су “Духом Светим ношени” (Друга Петрова 1, 21). Ниједна књига овога света није толико пута била подвргавана проверавањима и сумњама; међутим, Свето писмо остаје једина књига без недоречености и недостатака.
Свето писмо је довољно јасно у себи и по себи да га читаоци могу разумети. У овом случају важи принцип разговетности Писма:
1. Писмо је довољно јасно да по њему и најједноставнија особа може да живи;
2. Писмо је довољно дубоко да чини неисцрпни рудник и за читаоце са највишим интелектуалним могућностима;
3. Разговетност Писма почива на чињеници што је Божија намера била да Писмо буде његова објава човеку.

„Бог, који је Истина и говори једино истину, надахнуо је Света писма да по њима открије себе изгубљеном човечанству, кроз Исуса Христа, Створитеља, Господа, Избавитеља, Судију. Свето писмо је Божје сведочанство о њему лично. Свети Дух је божански аутор Светога писма и потврђује га пред нама својим унутрашњим сведочанством и отвара наш разум да схватимо његово значење...”
Еванђеоске цркве прихватају Свето писмо - Библију као откривење свега потребног за вечно спасење вером у Господа и Спаситеља Исуса Христа.